# Maria Agostina Pellegatta
Maria Agostina Pellegatta (Cassano Magnago, 18 settembre 1938) è una politica italiana.

## Biografia
Durante la VI legislatura della Repubblica Italiana fu deputata del Partito Comunista Italiano e alla Camera fece parte della VII Commissione Istruzione e Belle Arti come membro dal 25 maggio 1972 al 4 luglio 1976 (Segretario dal 3 ottobre 1973 al 10 luglio 1974 e dall'11 luglio 1974 al 4 luglio 1976).
Durante la VII legislatura della Repubblica Italiana fu rieletta deputata per il PCI e partecipò alla VII Commissione Istruzione e Belle Arti come membro dal 5 luglio 1976 al 19 giugno 1979.
Dopo la svolta della Bolognina aderisce a Rifondazione Comunista, con cui è candidata alle elezioni europee del 1994 nella circoscrizione Italia Nord-Occidentale, ottenendo 2.500 preferenze, senza risultare eletta. 
Torna ad avere un incarico parlamentare durante la XV legislatura della Repubblica Italiana, quando fu eletta al Senato per il Partito dei Comunisti Italiani: fece parte della Delegazione parlamentare presso l'assemblea dell'unione dell'Europa occidentale (dal 27 settembre 2006 al 24 settembre 2008), della Delegazione parlamentare presso l'assemblea del consiglio d'Europa (dal 27 settembre 2006 al 24 settembre 2008), della Commissione parlamentare per l'infanzia (dal 12 ottobre 2006 al 28 aprile 2008) e della Commissione parlamentare di inchiesta sulla criminalità organizzata mafiosa o similare (membro dal 13 novembre 2006 al 28 aprile 2008 e capogruppo dal 28 novembre 2006 al 28 aprile 2008).

### Attività parlamentare
Presentò 33 Progetti di legge.
Prese parte a quattro interventi. Durante la VI legislatura della Repubblica Italiana alla Discussione GALLONI e GIOIA: Provvidenze a favore degli istituti statali per sordomuti (Atto C.1386 del 30 aprile 1969), alla Discussione STORCHI ed altri: Assegnazione di un contributo ordinario dello stato a favore dell'Ente nazionale sordomuti da destinarsi alla gestione delle istituzioni scolastiche dell'ente stesso (Atto C.3214 del 13 agosto 1974), alla Discussione: BELUSSI ed altri: Modifica dell'articolo 1 della legge 26 ottobre 1952, n. 1463: "Statizzazione delle scuole elementari per ciechi" (Atto C.3935 del 17 luglio 1975) e durante la VII legislatura della Repubblica Italiana  alla Discussione e approvazione: CHIARANTE ed altri: Norme riguardanti la pubblicità degli organi collegiali della scuola e le date di svolgimento delle elezioni scolastiche; TESINI ed altri: Norme sulla pubblicità delle sedute degli organi collegiali della scuola materna, elementare, secondaria ed artistica dello Stato.